# 佐格拉富
佐格拉富（希臘語：Ζωγράφου）是希腊阿提卡大區中雅典专区的市镇，位于雅典都会区的东部。市镇面积为8.517平方公里，2021年人口数量为69,874人。